# Spark New Zealand
Spark New Zealand ist das größte Telekommunikationsunternehmen Neuseelands und ging am 7. August 2014 durch Umbenennung aus dem Unternehmen Telecom Corporation of New Zealand Limited hervor. Sitz des Unternehmens ist Auckland.

## Umbenennung
Das Unternehmen gibt an, dass der Begriff „Spark“ ein Wort ist, das Leben, Potential, Energie und Kreativität verkörpert und mit „Spark New Zealand“ das Unternehmen laut seiner Aussage die Potentiale aller Neuseeländer entfesseln möchte.

## Gliederung
Das Unternehmen wurde im Jahr 2014 geschäftsmäßig neu ausgerichtet und gliederte sich in folgende Geschäftsbereiche:
- Spark New Zealand – unter diesem Namen sind alle anderen Geschäftsbereiche zusammengefasst.
- Spark Foundation – ist eine Stiftung der Firma für wohltätige Zwecke.[6] Von Juli 2014 bis Juli 2015 hat das Unternehmen 19 Millionen NZ$ für wohltätige Zwecke ausgegeben.[7]
- Spark Home, Mobile and Business – ist der klassische Geschäftsbereiche für Festnetzanschlüsse und Mobile-Netze, der sich noch einem in Privatkundengeschäft und Firmengeschäft aufteilt.[8]
- Spark Digital – ist für den Ausbau des Digitalen Netzwerkes in Neuseeland zuständig und bietet Business-Lösungen für Unternehmen an.[9]
- Spark Ventures – ist für die Entwicklung neuer Geschäftsfelder zuständig.[2]
- TNZI – hat seinen Sitz in Wellington und liefert globale Lösungen für die digitale Sprachkommunikation.[10]